# Core Security Technologies
Core Security Technologies is een bedrijf dat gespecialiseerd is in informatiebeveiliging. Het levert producten en diensten op het gebied van de beveiliging van computers en netwerken. De onderzoeksdivisie, CoreLabs, onderzoekt actief nieuwe kwetsbaarheden in computersystemen, en brengt ook advies hierover uit dat open is voor het publiek, waarbij het leveranciers van producten assisteert bij het adresseren van deze kwetsbaarheden.

## Geschiedenis
- 1996: Core Security is opgericht in Buenos Aires, Argentinië.
- 1997: De CoreLabs onderzoeksdivisie is opgericht en publiceert voor het eerst een advies over een kwetsbaarheid in computersystemen.
- 1998: Core Security voert de eerste penetration test uit voor een bedrijf in de Verenigde Staten.
- 1998: Core Security krijgt erkenning als “Endeavor Entrepreneur” door de Endeavor Foundation, een stichting die ondernemende projecten in zich ontwikkelende markten ondersteunt.
- 2000: Het eerste kantoor van Core Impact wordt geopend in New York, NY. Hiermee heeft het bedrijf een hoofdkwartier in de V.S. naast dat in Argentinië.
- 2002: De eerste versie van Core Impact Pro wordt uitgebracht. Dit is een softwarepakket waarmee penetration tests kunnen worden uitgevoerd.[1]
- 2003: Het hoofdkwartier van het bedrijf in de V.S. wordt verhuisd van New York naar Boston.
- 2008: Mark Hatton wordt CEO van Core Security.[2]
- 2009: Core Security wordt uitgebreid met ontwikkelomgevingen in Boston en India.
- 2010: Core Security kondigt een bètaversie uit van een nieuw product voor het testen en meten van de beveiliging, Core Insight Enterprise.

## Producten
Core Impact Pro: een softwarepakket dat penetration tests kan uitvoeren, waarmee de beveiliging van webapplicaties, e-mail, netwerken, eindsystemen en draadloze netwerken onderzocht kan worden.
Core Insight Enterprise: een softwarepakket dat de beveiliging van grootschalige netwerken en omgevingen kan testen en meten.

## Diensten
Diensten waarbij geadviseerd wordt over informatiebeveiliging: Deze diensten verzorgen grondige penetratietests en controles op de broncode van applicaties.
CORE IMPACT Professional Services: Professionele diensten waarbij penetratietests worden uitgevoerd met behulp van het product CORE Impact Pro.
CORE IMPACT Certified Professional (CICP) Training and Certification: Geavanceerde training voor beveiligingsmedewerkers en consultants